# Massonia

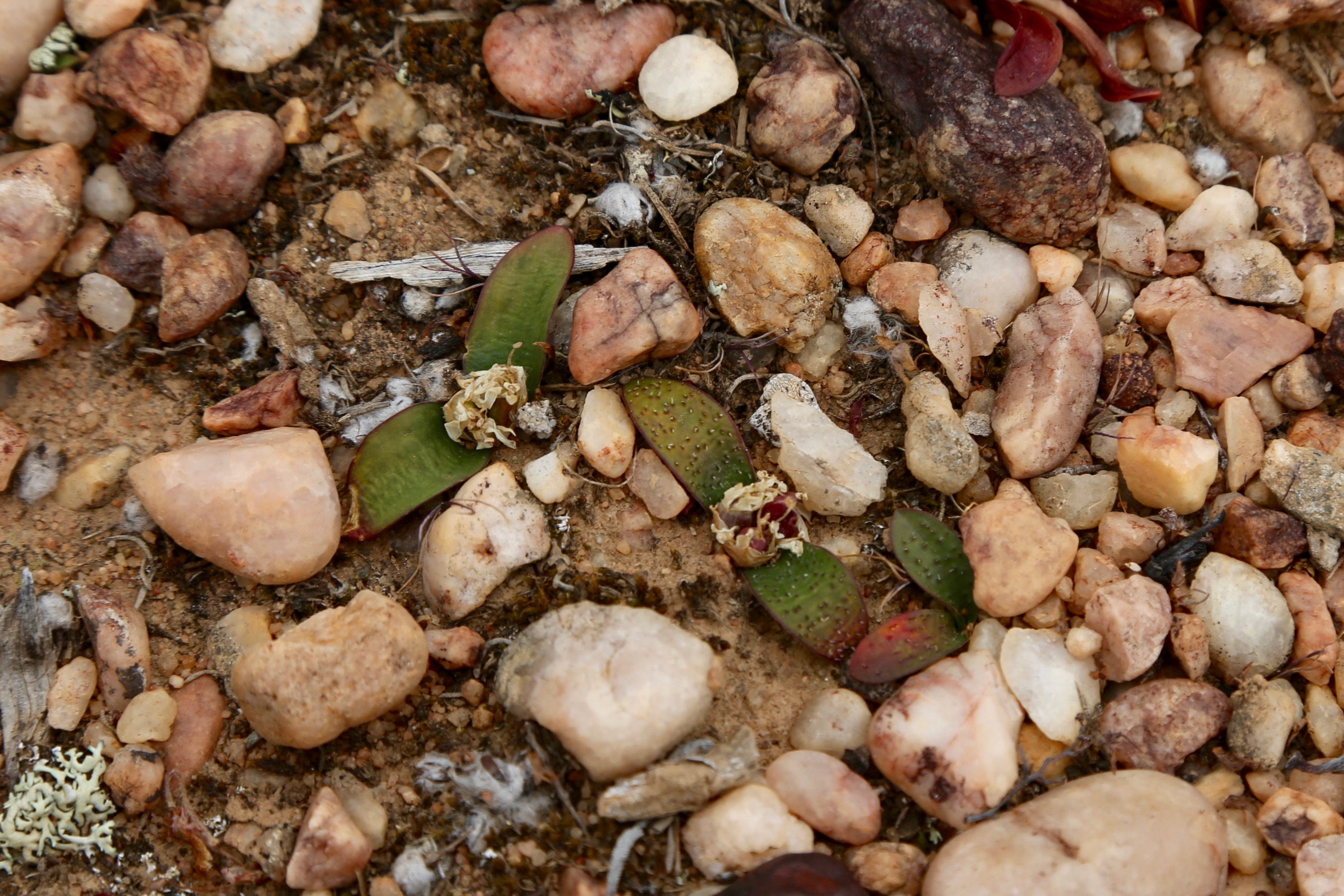
Massonia echinata

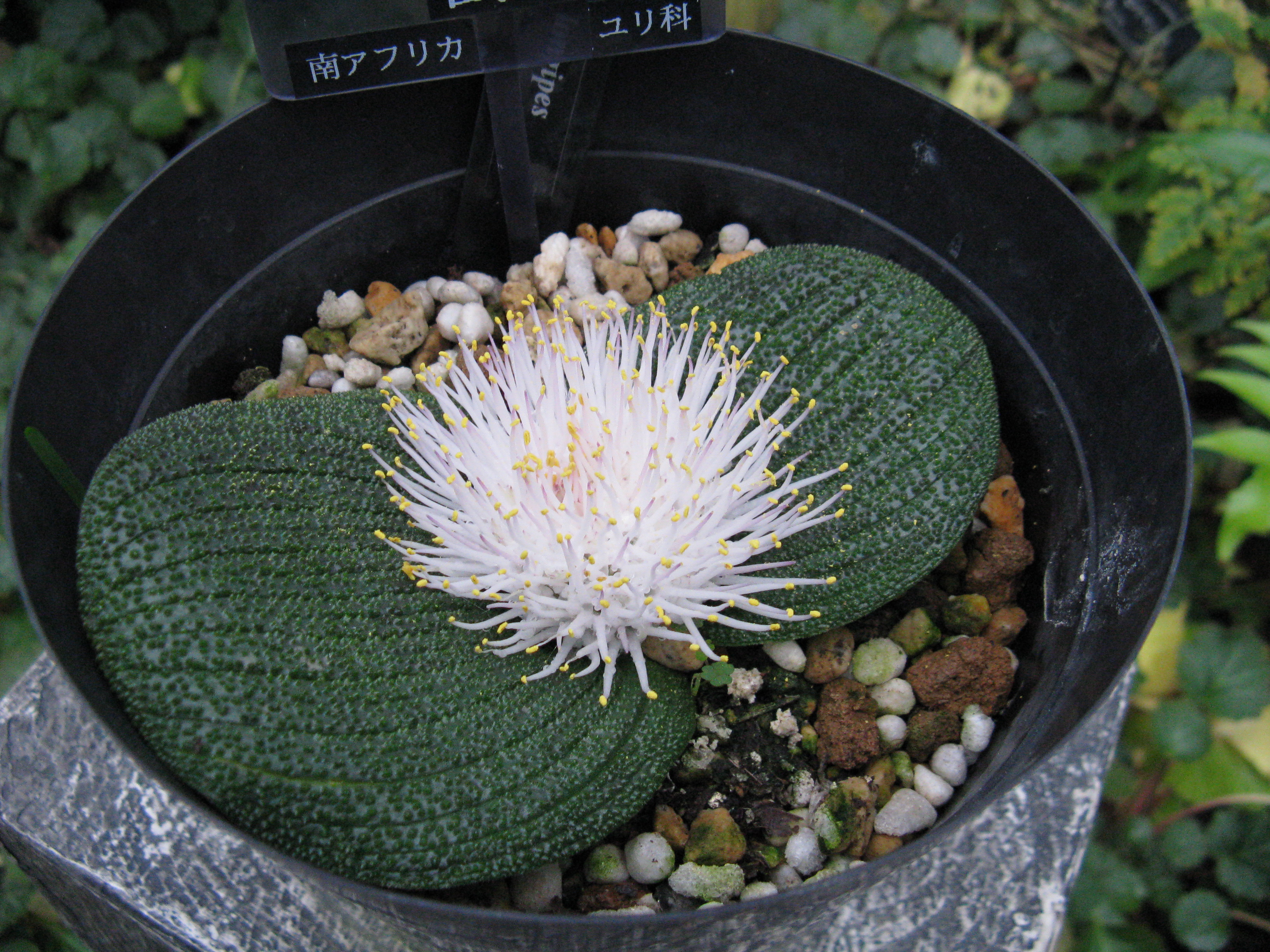
Massonia longipes

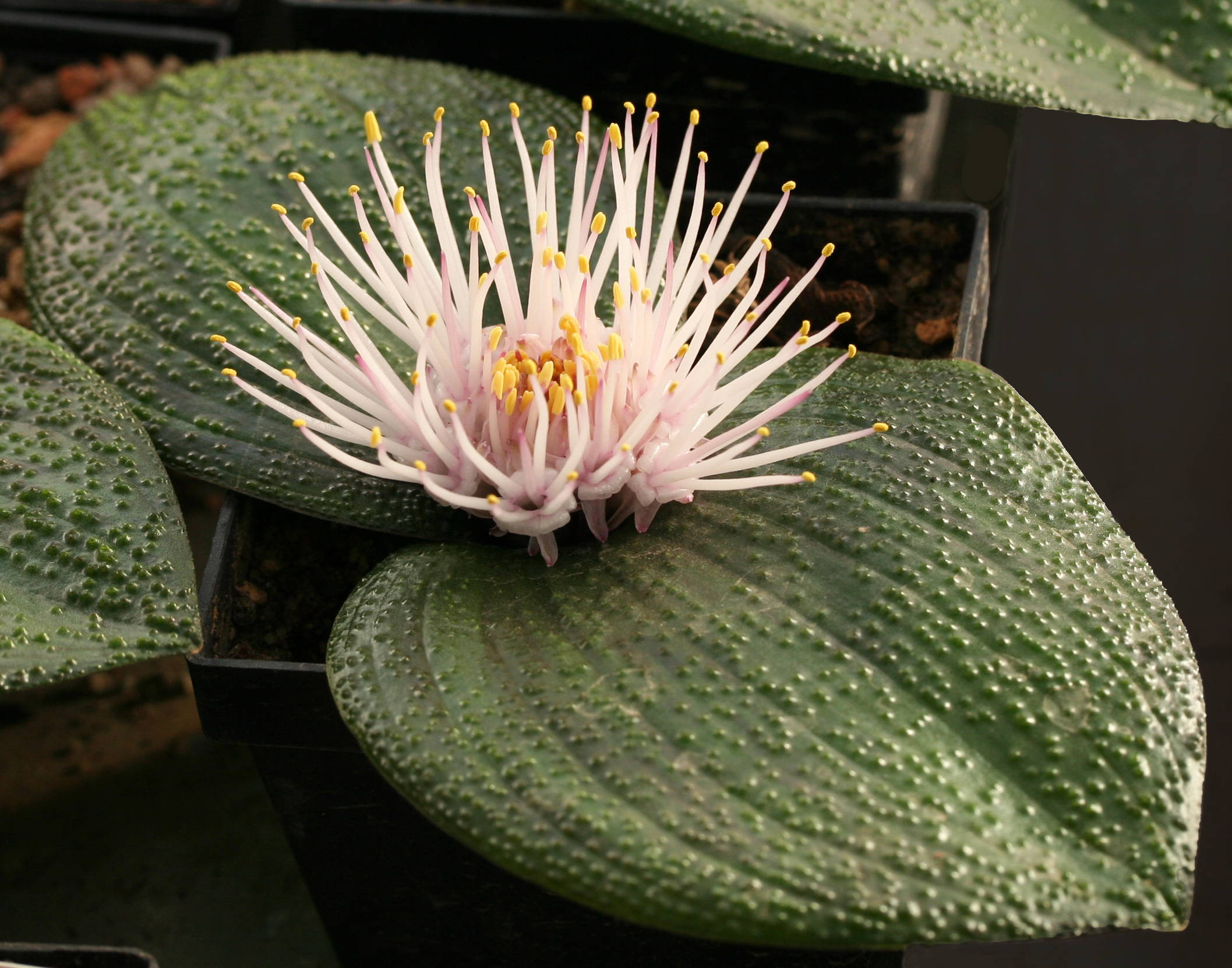
Massonia pustulata

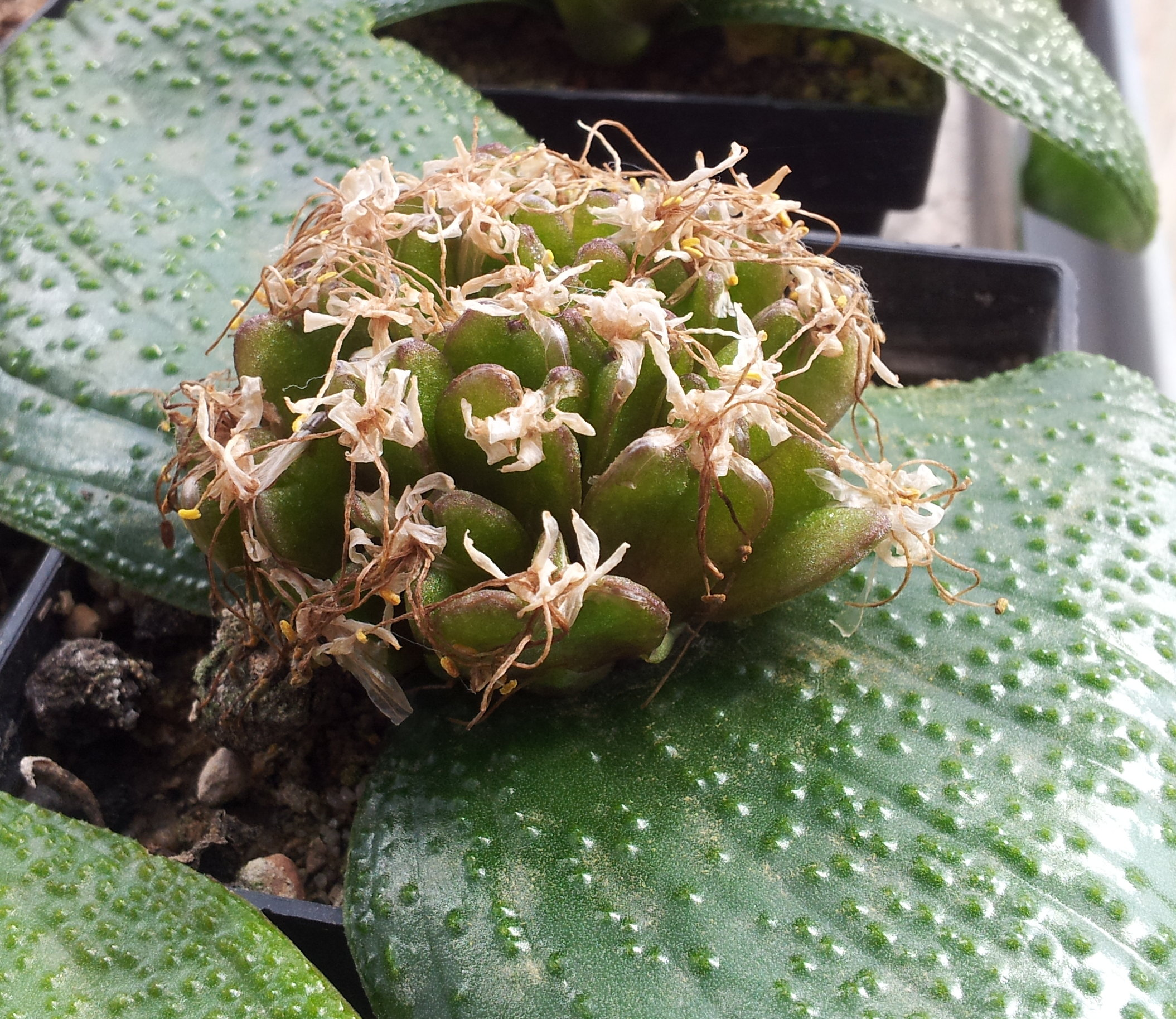
Massonia pustulata mit unreifen Früchten

Massonia ist eine Pflanzengattung innerhalb der Familie der Spargelgewächse (Asparagaceae). Die etwa 26 Arten gedeihen im trockenen Südlichen Afrika.

## Beschreibung
Massonia-Arten wachsen als ausdauernde krautige Pflanzen. Diese Geophyten bilden als Überdauerungsorgane Zwiebeln, die eine Tunika haben. Sie bilden pro Saison zwei breite, fleischige, gegenständige Laubblätter aus, die flach auf dem Substrat liegen. Zwischen den Blättern erscheinen fast achsenlose Blütenstände mit zahlreichen Einzelblüten. Die rundlichen Samen sind schwarz.

## Verbreitung, Ökologie und Standortansprüche
Massonia-Arten kommen in den Trockengebieten des Südlichen Afrika vor. Vier Arten sind Florenelemente der Capensis. Entsprechend den klimatischen Verhältnissen sind sie an Trockenheit im südhemisphärischen Winter und an geringe Feuchtigkeit im südhemisphärischen Sommer und Herbst angepasst. Sie wachsen auf sandigem Boden.
Die Bestäubung von Massonia depressa erfolgt nachts durch Nagetiere.

## Systematik
Die Gattung Massonia wurde 1780 durch Carl Peter Thunberg in Maarten Houttuyn: Natuurlijke Historie ..., Band 12, Teil 2, S. 424 aufgestellt. Typusart ist Massonia depressa Houtt.. Der Gattungsname Massonia ehrt Francis Masson, der zeitgleich mit Carl Peter Thunberg in Südafrika Pflanzen sammelte.
Die Arten der Gattung Whiteheadia wurden 2004 in die Gattung Massonia eingegliedert. Nach R. Govaerts sollte aber diese Gattung mit einer einzigen Art Whiteheadia bifolia (Jacq.) Baker doch aufrechterhalten werden.
Die Gattung Massonia gehört zur Subtribus Massoniinae aus der Tribus Hyacintheae in der Unterfamilie der Scilloideae innerhalb der Familie Asparagaceae. Sie wurde früher in die Familien Hyacinthaceae oder Liliaceae eingeordnet.
Die Gattung Massonia umfasst etwa 26 Arten:
- Massonia amoena Mart.-Azorín, M.Pinter & Wetschnig: Sie kommt in der östlichen früheren Kapprovinz vor. Sie wurde 2014 erstbeschrieben.[1]
- Massonia angustifolia L.f.: Sie kommt in der früheren Kapprovinz vor.[1]
- Massonia bakeriana M.Pinter, Mart.-Azorín & Wetschnig: Sie kommt in der nördlichen früheren Kapprovinz vor.[1]
- Massonia calvata Baker: Sie kommt in der südlich-zentralen früheren Kapprovinz vor.[1]
- Massonia citrina M.Pinter, Deutsch, U.Müll.-Doblies & D.Müll.-Doblies: Dieser Endemit kommt nur in den Wabooms-Bergen zwischen Worcester, Robertson und De Doorns im Westkap vor. Sie wurde 2013 anhand von kultivierten Exemplaren erstbeschrieben und über diese Art ist sehr wenig bekannt und man kennt nur den einen Fundort, von denen das Typusmaterial stammt.[7]
- Massonia dentata Mart.-Azorín, V.R.Clark, M.Pinter, M.B.Crespo & Wetschnig: Sie kommt in der westlichen früheren Kapprovinz vor.[1]
- Massonia depressa Houtt. (Syn.: Massonia grandiflora Lindl., Massonia latifolia L. f.): Sie ist in den südafrikanischen Provinzen Free State, Nord-, West- sowie Ostkap verbreitet. Die Bestände gelten als stabil.[7]
- Massonia echinata L. f. (Syn.: Massonia bolusiae W.F.Barker, Massonia concinna Baker): Sie ist in den südafrikanischen Provinzen Nord-, West- sowie Ostkap verbreitet. Die Bestände gelten als stabil.[7]
- Massonia gypsicola Mart.-Azorín, M.Pinter, M.B.Crespo, M.Á.Alonso & Wetschnig: Sie kommt in der westlichen früheren Kapprovinz vor.[1]
- Massonia hirsuta Link & Otto: Sie kommt in der südlichen früheren Kapprovinz vor.[1]
- Massonia jasminiflora Burch. ex Baker: Sie gedeiht in den Sommerregengebieten in Lesotho in den südafrikanischen Provinzen Free State, Gauteng, Nordkap sowie North West.[7]
- Massonia latebrosa Masson ex Baker: Sie kommt in der südwestlichen früheren Kapprovinz vor.[1]
- Massonia longipes Baker: Sie kommt im Westkap vor.[8]
- Massonia mimetica Mart.-Azorín, M.Pinter, M.B.Crespo & Wetschnig: Sie kommt in der nördlichen früheren Kapprovinz vor.[1]
- Massonia obermeyerae Mart.-Azorín, A.P.Dold, M.Pinter & Wetschnig: Sie kommt in der früheren Kapprovinz vor.[1]
- Massonia pseudoechinata Mart.-Azorín, M.Pinter & Wetschnig: Sie kommt in der nördlichen früheren Kapprovinz vor.[1]
- Massonia pustulata Jacq.: Sie kommt im Westkap vor.[7][8]
- Massonia pygmaea Schltdl. ex Kunth: Es gibt zwei Unterarten:
  - Massonia pygmaea Schltdl. ex Kunth subsp. pygmaea (Syn.: Massonia heterandra (Isaac) Jessop): Sie kommt im Westkap vor.[7]
  - Massonia pygmaea subsp. kamiesbergensis U.Müll.-Doblies & D.Müll.-Doblies: Sie kommt im Nordkap vor.[7]
- Massonia roggeveldensis Mart.-Azorín, M.Pinter & Wetschnig: Sie kommt in der nördlichen früheren Kapprovinz vor.[1]
- Massonia saniensis Wetschnig, Mart.-Azorín & M.Pinter: Sie kommt in Lesotho vor.[1]
- Massonia sempervirens U.Müll.-Doblies, G.Milkuhn & D.Müll.-Doblies: Sie wurde 2010 anhand von kultivierten Exemplaren, die aus dem Westkap stammen, erstbeschrieben.[7]
- Massonia sessiliflora (Dinter) D.Müll.-Doblies & U.Müll.-Doblies: Sie ist von Namibia bis zum Nordkap verbreitet.[7]
- Massonia setulosa Baker: Sie kommt in der westlichen früheren Kapprovinz vor.[1]
- Massonia tenella Sol. ex Baker: Sie kommt in der westlich-zentralen früheren Kapprovinz vor.[1]
- Massonia thunbergiana Wetschnig, Mart.-Azorín & M.Pinter: Sie kommt in der nördlichen früheren Kapprovinz vor.[1]
- Massonia wittebergensis U.Müll.-Doblies & D.Müll.-Doblies: Sie ist in den Drakensbergen in Lesotho und im Ostkap verbreitet.[7]

Nicht mehr zu dieser Gattung wird gerechnet:
- Massonia bifolia (Jacq.) J.C.Manning & Goldblatt => Whiteheadia bifolia (Jacq.) Baker
- Massonia etesionamibensis (U.Müll.-Doblies & D.Müll.-Doblies) J.C.Manning & Goldblatt => Desertia etesionamibensis (U.Müll.-Doblies & D.Müll.-Doblies) Mart.-Azorín, M.Pinter & Wetschnig

## Verwendung
Wenige Massonia-Arten sind Zierpflanzen für die Topfkultur im Kalthaus.

## Belege